# ربعية مجرية
ربعية مجرية (بالإنجليزية: Galactic quadrant)‏ أو ربع الدائرة المجرية يشير إلى واحدة من أربعة قطاعات دائرية في تقسيم مجرة درب التبانة.
ويستند ترسيم الأرباع المجرية على احداثيات المجرة، الأمر الذي يضع الشمس مثل القطب لنظام رسم الخرائط، وتستخدم الشمس بدلًا من مركز المجرة لأسباب عملية حيث أن جميع الملاحظات الفلكية (من قبل البشر) حتى الآن قد وُضِعت من وعلى الأرض أو داخل النظام الشمسي.

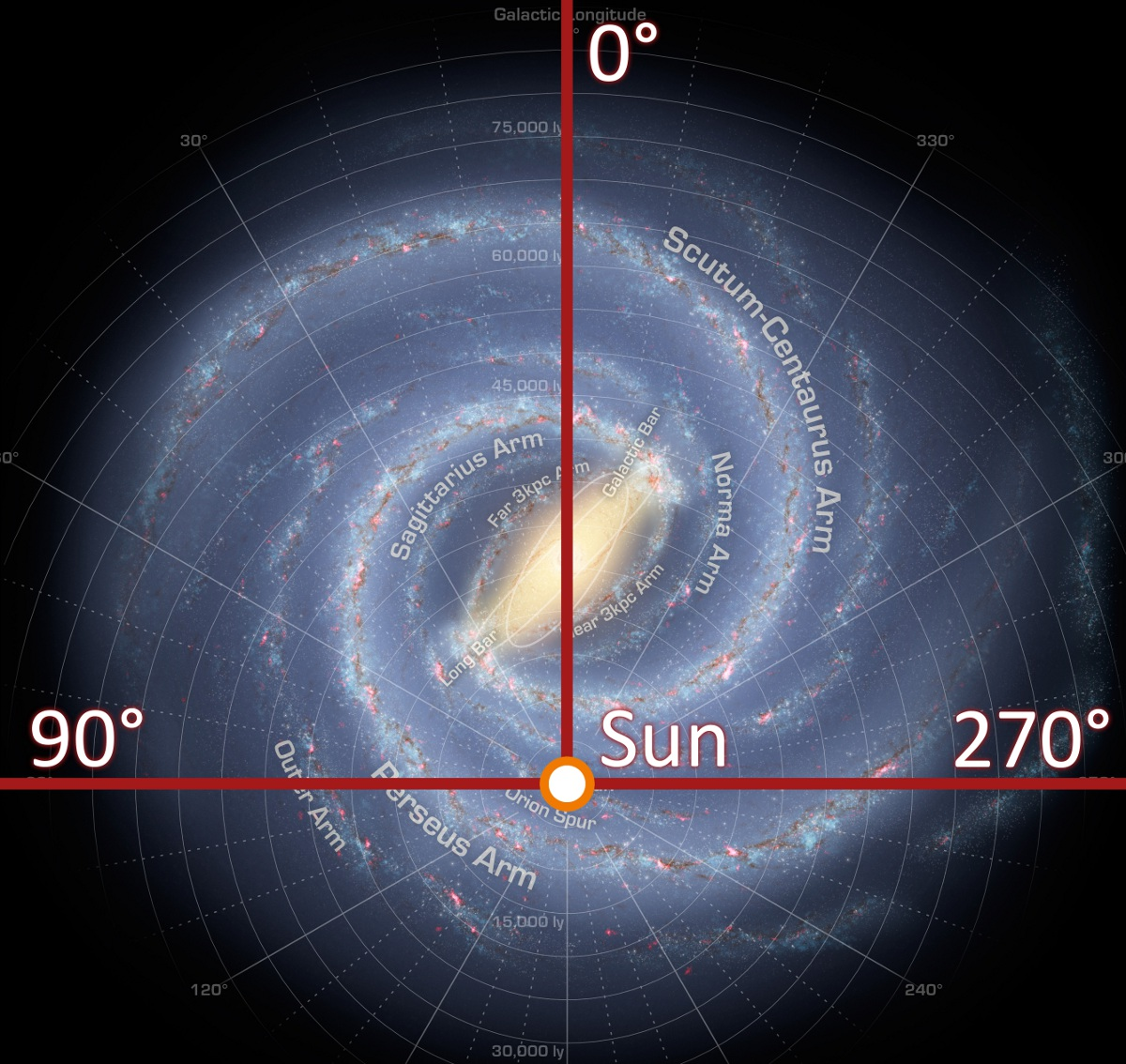
خطوط الطول احداثيات المجرة بالنسبة للشمس.

ويعتمد نظام احداثيات المجرة على اعتبار الشمس هي نقطة الصفر، وتدور الشمس في فلك دائري حول مركز المجرة يسمى «دائرة الشمس» بعكس دوران الساعة (مع اعتبار الرؤية من القطب الشمالي للمجرة) وهي تبعد عن المركز نحو 8 فرسخ فلكي وتدور بسرعة 220 كيلومتر في الثانية.

## تجمع ألأبراج والكوكبات حسب أرباع المجرة
| الربع | الكوكبات ودائرة البروج (دائرة البروج بالخط الغليظ)                                                                                                |
| ----- | --- |
| NQ1   | 08 (الحوت, المرأة المسلسلة، ذات الكرسي، المثلث, برج الحمل, حامل رأس الغول, برج الثور, الجبار)                                                     |
| NQ2   | 10 (ممسك الأعنة , وحيد القرن , برج الجوزاء, الكلب الأصغر, - كوكبة الوشق, السرطان, الزرافة, الأسد الأصغر, ألأسد, الكلب ألأكبر)                     |
| NQ3   | 08 (الهلبة، برج السلوقيان، العواء, الدب الأصغر، التنين, الإكليل الشمالي، الحية, الجاثي)                                                           |
| NQ4   | 10 (القيثارة، السهم, العقاب، الثعلب, الدجاجة، الدلفين, قطعة الفرس، الملتهب, العظاءة، الفرس الأعظم)                                                |
| SQ1   | 14 (معمل النحات، العنقاء, قيطس، حية الماء، كوكبة الكور، الساعة, النهر، الشبكة, الإزميل، أبو سيف، الجبل, الأرنب, - آلة الرسام، الحمامة)            |
| SQ2   | 11 (كوكبة الكلب الأكبر، الكوثل, السمكة الطائر، القاعدة, بيت الإبرة، الشراع, السدس، مفرغة الهواء , الحرباء، الباطية, الشجاع)                       |
| SQ3   | 14 (الغراب، صليب الجنوب، الذبابة, قنطورس, العذراء, البيكار, الميزان, السبع، مربع النجار , المثلث الجنوبي، طائر الفردوس , العقرب, المجمرة، الحواء) |
| SQ4   | 13 (الإكليل الجنوبي، الترس, الرامي, المرقب، الطاووس, المجهر, الجدي, الهندي، الحوت الحوت الجنوبي, الدلو, الكركي، الثمن, الطوقان)                   |